# SV Röchling Völklingen
Der Sportverein Röchling Völklingen 06 ist ein Sportverein aus dem saarländischen Völklingen. Die Vereinsfarben sind Schwarz-Rot. Spielstätte des Vereins ist das Hermann-Neuberger-Stadion.
Nachdem der Verein aus finanziellen Gründen im Verlauf der Saison 2021/22 seine Fußball-Mannschaft zurückziehen musste und zudem die Durchführung eines gerichtlichen Insolvenzverfahrens beantragt hat, nimmt der SV Röchling derzeit (Stand: Saison 2022/23) nicht am Spielbetrieb im Herrenbereich teil.
Bekannt wurde der SV Röchling Völklingen durch seine Zweitliga-Zugehörigkeit in den 1970er Jahren und die zweimalige Teilnahme an der Aufstiegsrunde zur Bundesliga. Zwischen 1963 und 1977 sowie in der Saison 1979/80 gehörten die Völklinger insgesamt 15 Jahre lang der zweithöchsten Klasse an.

## Geschichte
Der Verein wurde am 12. April 1906 gegründet. Die Vereinssatzung vom 26. April 1906 führt den Vereinsnamen Fußball-Club Völklingen 06. Ab 1912 gibt er sich den Namen SV Völklingen 06. 1916 wurde der Verein wegen Zerrüttung aus dem Fußballverband ausgeschlossen, die Neugründung am 24. März 1919 legte den Vereinsnamen Verein für Bewegungsspiele Völklingen fest. 1945 musste der Verein wie alle deutschen Vereine erneut aufgelöst werden, wurde aber umgehend als Spiel- und Sportgemeinde Völklingen wiedergegründet. Bereits 1951 erhielt der Verein zum zweiten Mal den alten Namen SV 06 zurück. Am 9. Mai 1966 übernahm der Klub den Namen der Stahldynastie Röchling, deren Völklinger Hütte der größte Arbeitgeber der Stadt und Förderer des SV 06 war.

### Nach dem Zweiten Weltkrieg
Eine überregionale Rolle spielten die Völklinger erst in der Nachkriegszeit. Nach einem sehr erfolglosen Jahr in der Oberliga Südwest 1947/48, drei Jahren in der eigenständigen Saarlandliga und acht weiteren Jahren im Tabellenmittelfeld der drittklassigen Amateurliga Saarland stiegen die Völklinger 1961 nach der zweiten Meisterschaft in Folge in die II. Division Südwest auf und qualifizierten sich 1963 für die neu gegründete Regionalliga Südwest.
Dieser zweithöchsten deutschen Spielklasse gehörten die Völklinger bis zu ihrer Einstellung zugunsten der 2. Bundesliga im Sommer 1974 durchgehend an. 1972 und 1973 nahmen sie jeweils als Südwest-Vizemeister an der Aufstiegsrunde zur Bundesliga teil, scheiterten aber beide Male: 1972 mussten die Saarländer den Offenbacher Kickers, Rot-Weiss Essen, dem FC St. Pauli und Wacker 04 Berlin, gegen die der einzige Sieg in der Aufstiegsrunde gelang, den Vortritt lassen. 1973 wurden sie Dritter ihrer Gruppe hinter Rot-Weiss Essen und dem SV Darmstadt 98 und vor dem VfL Osnabrück und Wacker 04 Berlin. In der Ewigen Tabelle der Fußball-Regionalliga (1963–1974) nimmt der Verein den 7. Platz ein.

### 2. Bundesliga
1974 waren die Völklinger Gründungsmitglied der 2. Bundesliga. Nach drei Jahren traten sie als Tabellensechzehnter freiwillig den Rückzug in die Amateurliga Saarland an. 1979 stiegen sie nochmals in die 2. Liga auf, blieben aber nur ein Jahr.

### 1981 bis 2012
1982 stürzten die Völklinger in die Viertklassigkeit. 1983/84 spielten sie noch ein Jahr in der Amateur-Oberliga, danach erst wieder in der Saison 2002/03, an deren Ende sie erneut abstiegen. Die folgenden sieben Jahre spielten die Völklinger in der sechstklassigen Saarlandliga. Nach zwei zweiten Plätzen (2006 und 2010) holte man 2011 souverän mit 21 Punkten Vorsprung auf den Vizemeister SC Halberg Brebach den Meistertitel der Saarlandliga und stieg damit in die Oberliga Südwest (seit 2011/12 Oberliga Rheinland-Pfalz/Saar) auf.

### Seit 2012
Röchling Völklingen hielt in der Saison Oberliga Rheinland-Pfalz/Saar 2013/14 die Klasse. In der Saison 2016/17 waren sie Vizemeister und qualifiziert für Aufstiegsrunde zur Regionalliga Südwest gegen FSV 08 Bissingen und Rot-Weiss Frankfurt. Als Sieger des Aufstiegsrunde stieg Röchling Völklingen in die Regionalliga Südwest 2017/18 auf. Nach nur einem Jahr Regionalliga, das vom Verein selbst als „Abenteuer“ bezeichnet wurde, stieg Röchling Völklingen als Tabellenletzter sofort wieder ab.
Im Mai 2022 hat der Verein seine 1. Mannschaft mit sofortiger Wirkung vom Spielbetrieb abgemeldet.
Am 27. Juni 2022 wurde ein Antrag zur Eröffnung eines Insolvenzverfahrens beim Amtsgericht Saarbrücken gestellt. Das Verfahren wurde am 3. August eröffnet.
Da dem Antrag des Vereins, die erste Herrenmannschaft 2022/23 in der Saarlandliga starten zu lassen, seitens des Saarländischen Fußballverbandes nicht stattgegeben worden war, wurde beschlossen, für die Spielzeit 2022/23 keine Mannschaft im Herrenbereich starten zu lassen. Parallel zur Einstellung des Spielbetriebs beim SV Röchling wurde am 29. April 2022 von ehemaligen Mitgliedern des Vereins ein neuer Verein „SV Rasensport Völklingen Jugend“ gegründet, dem einige Mannschaften des SV Röchling beitraten. Der SV Röchling stieg im Herrenbereich in der Saison 2023/24 in der Kreisliga A Köllertal/Warndt wieder in den Spielbetrieb ein. Nachdem man in dieser Spielklasse auf Anhieb Meister wurde, spielt der Verein (Stand: 2025/26) nunmehr in der Bezirksliga Köllertal-Warndt.

### DFB-Pokal

Eintrittskarte SV Röchling 06 gegen Eintracht Frankfurt (1976/1977)

Einer der größten Erfolge der Vereinsgeschichte war das Erreichen des DFB-Pokal-Viertelfinales in der Saison 1975/76, das die Saarländer bei Hertha BSC mit 1:2 nach Verlängerung verloren.

## Erfolge

### Meisterschaften
- Meister B1-Klasse Westkreis Bezirk Saar-Moselgau: 1907/08
- Meister Süddt. Kreisliga Mittelsaarkreis: 1928/29
- Meister Süddt. Kreisklasse 1 Mittelsaar Gruppe 2: 1936/37
- Meister Süddt. Kreisklasse 1 Mittelsaar Gruppe 2: 1937/38
- Meister Landesliga Südwest: 1997/98
- Ehrenliga/Amateurliga: 1960, 1961
- Meister Verbandsliga Saar: 1983, 2002
- 1. Meister der neugegründeten Oberliga Südwest: 1978/79
- 1. Meister der neugegründeten Karlsberg-Liga Saarland: 2011
- Kreisliga A Köllertal-Warndt: 2024

### Vize-Meisterschaften
- Vizemeister Süddt. B-Klasse Saargau: 1908/09
- Vizemeister Gau 13 Südwest Bezirk Saar Bezirksklasse Saar: 1934/35
- Vizemeister 1971/72-1972/73 Regionalliga Südwest
- Vizemeister Landesliga Südwest: 1994/95
- Vizemeister Verbandsliga Saar: 1978, 2000, 2001, 2006, 2010
- Vizemeister Oberliga Rheinland-Pfalz/Saar: 2016/17, 2018/19

### Aufstiegsrunde
- Aufstiegsrunde zur 1. Bundesliga 1972/73: (8 Spiele, u. a. gegen  Kickers Offenbach,  Rot-Weiss Essen,  FC St. Pauli,  Wacker 04 Berlin)
- Aufstiegsrunde zur 1. Bundesliga 1973/74: (8 Spiele, u. a. gegen  Rot-Weiss Essen,  SV Darmstadt 98,  VfL Osnabrück,  Wacker 04 Berlin)
- Aufstieg zur 2. Bundesliga: 1979,
- qualifiziert für die 2. Bundesliga: 1973/74
- Aufstiegsrunde in die Regionalliga Südwest 2016/17 (Sieger) (2 Spiele gegen  FSV 08 Bissingen und  Rot-Weiss Frankfurt)
- Aufstiegsrunde in die Regionalliga Südwest 2018/19 (2 Spiele gegen  FC Bayern Alzenau und  Stuttgarter Kickers)

### Pokale
- Teilnahme am DFB-Pokal: 1968, 1975, 1976, 1977, 1978, 1981
- DFB-Pokal: Viertelfinalist 1976
- Saarlandpokal: Finalist 1989

## Stadion
Röchling Völklingen spielt im einst 16.000, heute nur noch 8.596 Zuschauer fassenden 1930 erbauten Hermann-Neuberger-Stadion.
Baulich ist das Stadion in vier Blöcke plus eine Haupttribüne unterteilt. Die Haupttribüne besteht aus zwei Ein- bzw. Ausgängen und fasst 594 überdachte Sitzplätze. Die äußeren Stehblöcke enden jeweils in den Kurven, neben dem Gästeblock läuft die Kurve als grasbewachsener Wall weiter, der zur gegenüberliegenden Eckfahne hin schließlich abflacht. Im Zuge der Renovierung 2014 ersetzten Sitzschalen in den Vereinsfarben die bisherigen Holzbänke.
Der Zuschauerrekord datiert vom 26. Oktober 1975, als der SV Röchling Völklingen gegen den 1. FC Saarbrücken vor 16.380 Zuschauern spielte.

## Bekannte Spieler
- Murat Adigüzel
- Harald Aumeier
- Horst Bender
- Horst Berg
- Carsten Birk
- Thomas Birk
- Josef Christ
- Felix Dausend
- Marco Dittgen
- Gilbert Dussier
- Horst Eckel
- Jürgen Fuhrmann
- Wolfgang Getrost
- Karl-Heinz Granitza
- Manfred Gärtner
- Klaus Hommrich
- Milan Ivana
- Jürgen Janz
- Arif Karaoglan
- Georg Kießling
- Horst Kirsch
- Jean-François Kornetzky
- Hans-Werner Kremer
- Ernst Kreuz
- Klaus Link
- Samir Louadj
- Jürgen Martin
- Werner Martin
- Athanasios Noutsos
- Gerhard Ockenfels
- Klaus Ondera
- Alexander Otto
- Michael Petri
- Gerd Paulus
- Robert Pötzschke
- Thomas Remark
- Detlef Rosellen
- Horst Schauß
- Paul Scheermann
- Alexander Schmieden
- Artur Schneider
- Jürgen Stars
- Heinz Stickel
- Walter Wagner
- Hans-Erwin Volberg
- Helmut Waßmuth
- Gerd Warken
- Gerd Werthmüller
- Lothar Weschke
- Moritz Zimmer
- Nico Zimmermann
- Horst Zingraf

## Trainer

### Ehemalige Trainer
Liste der ehemaligen Trainer.
| Nr. | Nat.                                           | Name                   | Amtszeit   | Amtszeit   | Amtszeit            | Erfolge                                                                                                   |
| Nr. | Nat.                                           | Name                   | von        | bis        | Amtszeit in Tage(n) | Erfolge                                                                                                   |
| --- | ---------------------------------------------- | ---------------------- | ---------- | ---------- | ------------------- | --- |
| 01  | Deutschland                                    | Cerha                  | 01.01.1950 | 01.01.1951 |                     | |
| 02  | Deutschland                                    | Nerz                   | 01.01.1951 | 01.01.1954 |                     | |
| 03  | Deutschland                                    | Moser                  | 01.01.1955 | 01.01.1956 |                     | |
| 04  | Deutschland                                    | Heinz Pistorius        | 01.01.1956 | 01.01.1958 |                     | |
| 05  | Deutschland                                    | Horst Eckel            | 01.07.1960 | 30.06.1961 | .0364               | Amateurliga Saar Meister: 1959/1960                                                                       |
| 06  | Deutschland                                    | Herbert Blinkert       | 01.07.1961 | 30.06.1965 | 1.460               | Amateurliga Saar Meister: 1960/1961                                                                       |
| 07  | Deutschland                                    | Herbert Wenz           | 01.07.1965 | 30.06.1967 | .0729               | |
| 08  | Deutschland                                    | Horst Eckel            | 01.07.1967 | 31.12.1967 | .0183               | |
| 09  | Deutschland                                    | Theo Schmitt           | 01.01.1969 | 01.01.1970 |                     | |
| 10  | Jugoslawien Sozialistische Föderative Republik | Radoslav Momirski      | 01.07.1971 | 30.06.1972 | .0365               | Vizemeister Regionalliga Südwest: 1971/1972                                                               |
| 11  | Deutschland                                    | Helmuth Johannsen      | 01.07.1972 | 30.06.1975 | 1.094               | Vizemeister Regionalliga Südwest: 1972/1973                                                               |
| 12  | Deutschland                                    | Herbert Binkert        | 01.07.1975 | 30.06.1977 | .0730               | |
| 13  | Deutschland                                    | Claus Schygulla        | 01.07.1979 | 09.10.1979 | .0100               | |
| 14  | Deutschland                                    | Gerhardt Pfeiffer      | 10.10.1979 | 11.02.1980 | .0124               | |
| 15  | Deutschland                                    | Helmut Baldauf         | 01.01.1980 | 01.01.1980 |                     | |
| 16  | Deutschland                                    | Hans-Werner Kremer     | 12.02.1980 | 30.06.1982 | .0869               | |
| 17  | Deutschland                                    | Harald Diener          | 01.01.1982 | 01.01.1983 |                     | Verbandsliga Saar Meister: 1982/1983                                                                      |
| 18  | Deutschland                                    | Günter Hermann         | 01.07.1983 | 30.06.1984 | .0365               | |
| 19  | Deutschland                                    | Fritz Bach             | 01.01.1984 | 01.01.1985 |                     | |
| 20  | Deutschland                                    | Kuhn                   | 01.01.1985 | 01.01.1986 |                     | |
| 21  | Deutschland                                    | Horst Gräsel           | 01.01.1987 | 01.01.1988 |                     | |
| 22  | Deutschland                                    | Hans-Jörg Becker       | 01.01.1988 | 01.01.1988 |                     | |
| 23  | Deutschland                                    | Rudi Mathieu           | 01.07.1988 | 30.06.1990 | .0729               | Vize Saarlandpokal: 1989                                                                                  |
| 24  | Deutschland                                    | Dieter Feht            | 01.01.1989 | 01.01.1992 |                     | |
| 25  | Deutschland                                    | Roland Latz            | 01.01.1992 | 01.01.1995 |                     | Vizemeister Landesliga Südwest: 1994/1995                                                                 |
| 26  | Deutschland                                    | Walter Spohr           | 01.01.1996 | 30.06.2000 | 1.642               | Landesliga Südwest Meister: 1997/1998 Vizemeister Verbandsliga Saar: 1999/2000                            |
| 27  | Deutschland                                    | Rudi Kappés            | 01.07.2001 | 07.03.2002 | .0249               | |
| 28  | Bulgarien                                      | Valentin Valtschev     | 01.07.2002 | 30.06.2004 | .0730               | Saarlandliga Meister: 2001/2002                                                                           |
| 29  | Deutschland                                    | Werner Weiß            | 01.07.2004 | 30.06.2006 | .0729               | Vizemeister Saarlandliga: 2005/2006                                                                       |
| 30  | Deutschland                                    | Thomas Remark          | 01.07.2006 | 30.06.2007 | .0364               | |
| 31  | Deutschland                                    | Karl-Heinz Granitza    | 01.02.2007 | 01.06.2007 |                     | |
| 32  | Deutschland                                    | Klaus Schreiner        | 01.06.2007 | 01.06.2007 |                     | |
| 33  | Deutschland                                    | Jörn Schwinkendorf     | 01.07.2007 | 25.10.2007 | .0116               | |
| 34  | Deutschland                                    | Patrick Klyk           | 01.10.2007 | 30.06.2012 | 1.734               | Vizemeister Saarlandliga: 2009/2010 Saarlandliga Meister: 2010/2011                                       |
| 35  | Deutschland                                    | Werner Weiß            | 01.07.2012 | 30.11.2013 | .0517               | |
| 36  | Deutschland                                    | Günter Erhardt         | 01.01.2014 | 23.06.2019 | 1.999               | Vizemeister Oberliga Rheinland-Pfalz/Saar: 2016/2017 Vizemeister Oberliga Rheinland-Pfalz/Saar: 2018/2019 |
| 37  | Deutschland                                    | Andreas Wellner        | 24.06.2019 | 16.09.2019 | .0084               | |
| 38  | Deutschland                                    | Justin Maurice Erhardt | 17.09.2019 | 07.09.2021 | .0722               | |
| 39  | Deutschland                                    | Tim Schwartz           | 07.09.2021 | 30.06.2022 | .0296               | |
| 40  | Deutschland                                    | Justin Maurice Erhardt | 26.06.2023 | 05.01.2024 | .0193               | |
| 41  | Deutschland                                    | Yasar Akcay            | 09.01.2024 | 30.06.2024 | .0174               | Meister Kreisliga A Köllertal-Warndt 2023/24                                                              |
| 42  | Deutschland                                    | Frederic Ferdinand     | 01.07.2024 | aktiv      | .0399               | |